# 曲梁镇
曲梁镇，是中华人民共和国河南省郑州市新密市下辖的一个乡镇级行政单位。

## 行政区划
曲梁镇下辖以下地区：
下牛村、曲梁村、东岗村、张湾村、窦沟村、牛角湾村、冯家村、东河西村、杨庄村、沟刘村、朱寨村、庙朱村、沃郑村、牛集村、柿园村、尚庄村、全庄村、大樊庄村、周庄村、田庄村、黄台村和草岗村。